# Fréza

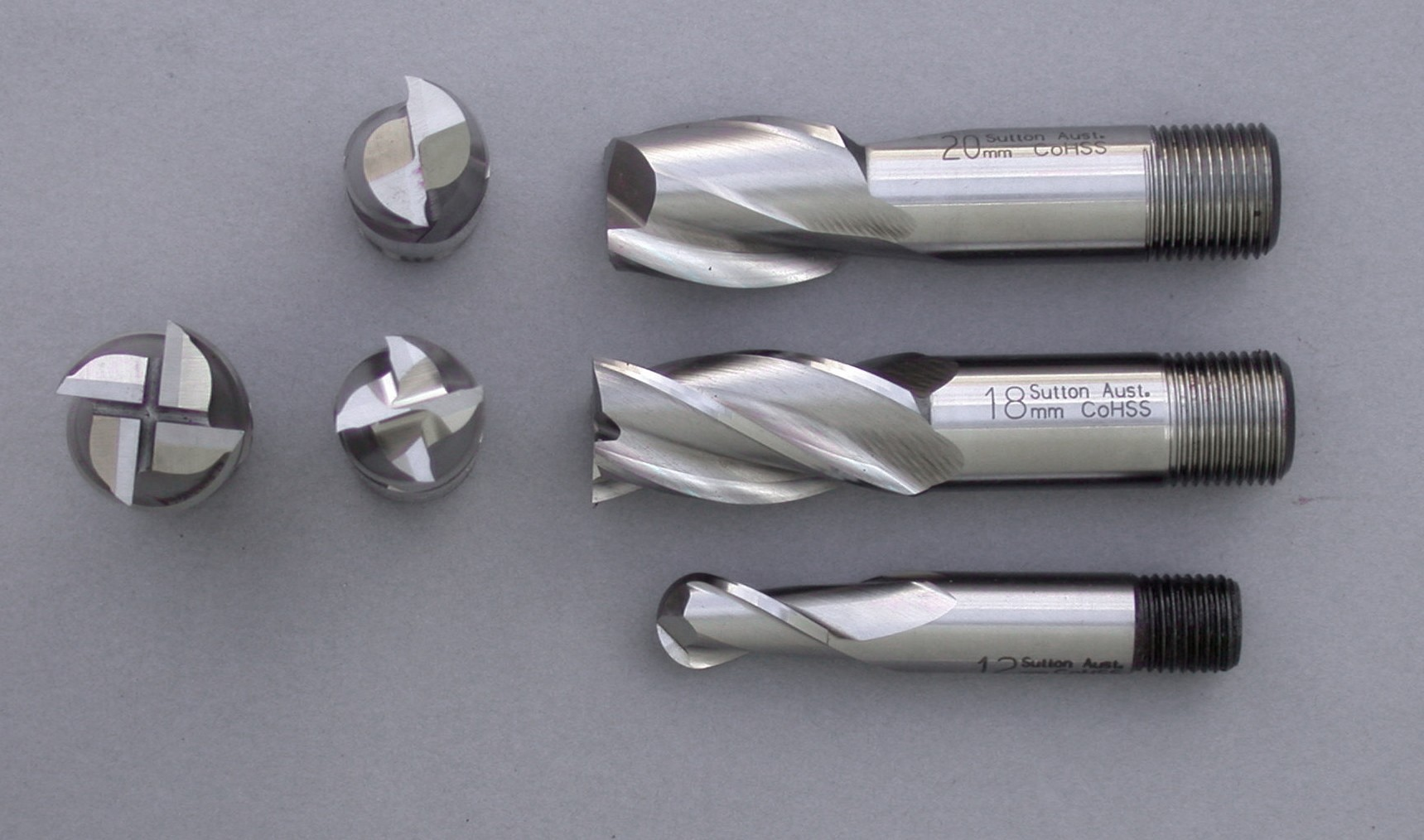
Frézy stopkové s válcovou stopkou

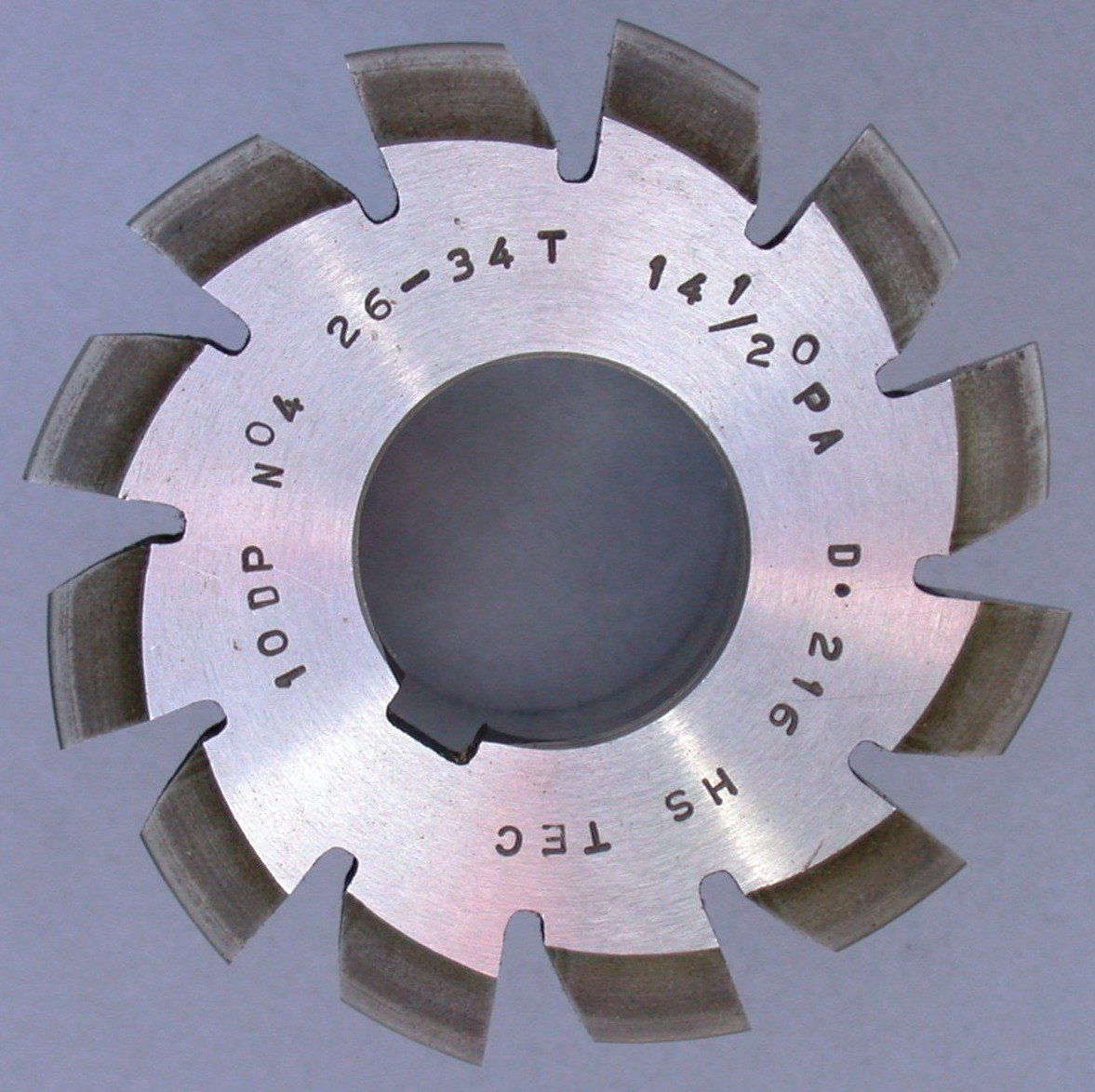
Nástrčná fréza tvarová

Fréza je vícebřitý obráběcí nástroj používaný k frézování, třískovému obrábění kovů i jiných materiálů. Obráběcí stroj, který ho používá, nazýváme frézka.

## Dělení druhů fréz
- rozdělení podle způsobu upnutí
  - stopkové
    - s válcovou stopkou
    - s válcovou stopkou s ploškou pro upínací šroub kolmo k ose vřetena (Weldon)
    - s válcovou stopkou s ploškou pro upínací šroub pod úhlem 2° od kolmice k ose vřetena (Wistle Notch)
    - s kuželovou stopkou – kužel Morse, metrický, nebo ISO (strmý)
    - s kuželovou dutou stopkou – systém KM[1] (fa Kennametal), nebo HSK
    - s polygonální stopkou – systém Capto[2][3] (fa Sandvik)

  - nástrčné

- rozdělení podle tvaru činné plochy
  - kulové
  - válcové
  - toroidní (tzn. válcové s rádiusovým zaoblením rohu menším, než je poloměr frézy)
  - kotoučové
  - kuželové
  - tvarové (např. rádiusové, rybinové, modulární, T-frézy, atd.)
  - odvalovací (pro výrobu ozubení)

- rozdělení podle obráběcí plochy frézy
  - obvodové
  - celoplošné
  - kombinované

- rozdělení podle materiálu
  - HSS – rychlořezná ocel
  - tvrdokov
  - SK – břity ze slinutých karbidů
  - PKD – syntetický polykrystalický diamant
  - VBD – vyměnitelná břitová destička (mohou být ze všech používaných řezných materiálů, většinou jsou připevněny pomocí šroubku, nebo přídržných upínek či klínů)

- rozdělení podle způsobu výroby frézy
  - odléváním
  - frézováním
  - podsoustružováním

## Sněhová fréza
Sněhová fréza je stroj pro odklízení velkých vrstev sněhu z komunikací. Existuje v železniční i silniční variantě. Tam, kde nestačí sněhové pluhy, bývají nasazeny do akce právě frézy sněhové.[zdroj?]

## Gravírovací stroje
Frézu najdeme také u gravírovacích strojů. Rozdělují se na manuální (tzv. pantografy) a počítačem řízené plottery (CNC stroje).
Pantografy jsou manuální stroje, které využívají šablony písma nebo předlohy ornamentu. Mají různé uspořádání ramen, přičemž na jedné straně ramena bývá vodící kolík a straně druhé gravírovací fréza, či jiný nástroj. Soustava ramen umožňuje výsledek zmenšovat nebo zvětšovat, převracet apod. Podmínkou je ale vždy šablona s tvarem, podle níž vedeme vodící kolík. Pokud si nemůžeme šablonu obstarat (například logo naší firmy přirozeně mezi dodávanými šablonami být nemůže), musíme si jí zhotovit ručně, nebo pomocí gravírovacího plotteru.
Gravírovací plottery jsou počítačem řízené. Fréza těchto strojů je vedena na základě počítačového návrhu. Jejich výhodou oproti pantografům je obvykle velká tuhost konstrukce a vedení frézy za pomoci krokových motorů, a z toho plynoucí přesnost výrobku. Servomechanismy využívající pro pohyb frézy šnekové převody a kluzná nebo valivá ložiska dosahují obecně nejvyšší přesnosti. U strojů, jejichž pohyblivé části pohání krokový motor přes ozubené řemeny, je přesnost nižší z důvodu velkých sil, vznikajících ve všech osách (horizontální x, y a vertikální z).

## Fréza jako malotraktor
Minimálně regionálně v jižních Čechách, ve východních Čechách a na jižní Moravě se výrazem fréza označuje malotraktor, resp. jednoosý dopravní prostředek. V základní konfiguraci je spojen ojem s přívěsným valníkem, osazeným sedačkou pro řidiče. Ovládání je řídítky a jednoduchým plynem, s jednou rychlostí. Mohou k ní být připojeny různé zemědělské nástroje – pluh apod. a být tak využita jako pohon, dříve zastávaný domácími zvířaty nebo lidskou silou.[zdroj?]